# Grupa Operacyjna Pasławskiego
Grupa Operacyjna Pasławskiego – improwizowana jednostka operacyjna Straży Granicznej i Policji Państwowej w II Rzeczypospolitej utworzona w celu likwidacji polsko-litewskiego pasa neutralnego w 1923 roku.

## Organizacja grupy
3 lutego 1923 Rada Ligi Narodów podjęła decyzję o uznaniu linii demarkacyjnej za granicę Polski i Litwy. Tym samym zezwoliła na utworzenie stałej administracji na tych terenach. Rezolucja dawała Polsce podstawę prawną do działań mających na celu zajęcie części pasa neutralnego. Jako że liczono się z militarną kontrakcją strony litewskiej, zdecydowano się na utworzeniu specjalnej grupy operacyjnej, złożonej przede wszystkim z oddziałów Straży Granicznej i Policji Państwowej. Dowództwo grupy powierzono pułkownikowi Stefanowi Pasławskiemu, z ramienia władz administracyjnych nad powodzeniem przedsięwzięcia czuwał Delegat Rządu w Wilnie Walery Roman, a sprawy organizacyjne powierzono Komendantowi Okręgowemu Policji Państwowej w Wilnie inspektorowi Czesławowi Grabowskiemu. W dowództwie grupy znaleźli się też oficerowie: kpt. szt. gen. Władysław Chmura, kpt. Stefan Kirtiklis, kpt. Tadeusz Słomczyński, kpt. Nikodem Sulik i por. Wacław Wilhelm Sajkało. 
Do dyspozycji dowódcy grupy oddano 10 batalionów Straży Granicznej, oddziały i posterunki Policji Państwowej z pogranicza pasa, 4 bataliony Policji Państwowej, 250 milicjantów Milicji Ludowej Pasa Neutralnego oraz 2 bataliony Związku Bezpieczeństwa Kraju.  Pułkownik Stefan Pasławski mógł też dysponować pociągami pancernymi „Paderewski” i „Poznańczyk”. Regularne oddziały Wojska Polskiego nie
miały być użyte. Stanowiły odwód, który mógł być wykorzystany do walk z regularną armią litewską.

## Podział obszaru planowanych działań

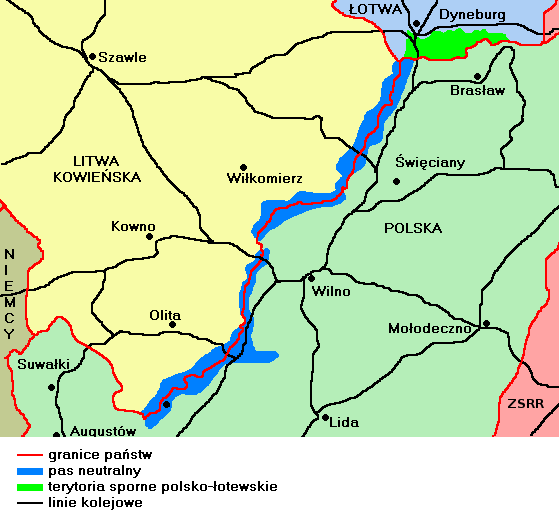
Mapa pasa neutralnego na granicy z Litwą

Teren planowanych działań został podzielony na sześć odcinków taktycznych:
- Odcinek I „Suwałki”

Odcinek zawierał obszar od polsko-litewsko-pruskiego trójstyku granic do linii: jezioro Zelwa-rzeka Marycha-jezioro Kawiszki. Dowódcą odcinka został komendant 10 batalionu SG kpt. Marian Podolski. Do zajęcia pasa miały być wykorzystane: 10 b SG, posterunki Policji Państwowej Pasa Neutralnego oraz rezerwy Policji Państwowej z Suwałk i Sejn. Dowództwo odcinka rozlokowano zostało w folwarku Moskiewszczyzna. W odwodzie pozostała kompania km, rozmieszczona w Szołtanach, a następnie przedyslokowana do Puńska.
- Odcinek II „Grodno”

Odcinek położony był na wschód od odcinka I, aż do Uły. Dowódcą był mjr Witold Chmielewski z 76 pułku piechoty. Do jego dyspozycji przydzielone zostały:  41. i 42. bataliony SG.
- Odcinek III „Orany”

Odcinek położony był na północny wschód od odcinka II do linii: Spengleniki-stacja kolejowa Lejpuny-Mosty. Dowódcą odcinka był mjr Wilhelm Zagórski z 76 pułku piechoty. Przydzielono mu: 7., 31., 33., bataliony SG, oddziały policji z Grodna, Marcinkaniec i Oran oraz oddział milicji zorganizowany przez DOK nr III Grodno. Dowództwo odcinka rozlokowano w Marcinkańcach.
- Odcinek IV „Wilno”

Odcinek położony był na północ od odcinka III do linii Brażoła-Surmańce-Dubniaki. Odcinkiem dowodził mjr Jan Niemierski. Do dyspozycji miał 15. i 17. bataliony SG. Dowództwo rozmieszczono w Olkienikach
- Odcinek V „Mejszagoła”

Odcinek położony był na północ od odcinka IV do linii Awiżańce-Styki-Kwakce. Dowódcą był prawdopodobnie kpt. Leon Moszczeński, a podlegał mu 9 baon SG.
- Odcinek VI „Niemenczyn”

Odcinek położony był	na północny wschód od odcinka V do linii jezioro Prował-Surgańce. Dowódcą odcinka był komendant 2 baonu SG ppłk Józef Reutt. Do dyspozycji miał także 4 batalion SG i 3/43 baonu SG. Dowództwo pozostawało w Mejszagole.

## Działania grupy
Rozpoczęcie działań zaplanowano na 15 lutego 1923 o 7:00. 
W przeddzień strona polska powiadomiła Litwinów o przewidywanym zajęciu części pasa neutralnego. Strona litewska nie odpowiedziała na polską depeszę, ale wykorzystała pozostały czas do zaalarmowania własnych oddziałów, wzmocnienia grup partyzanckich i przeprowadzenia zniszczeń na terenie pasa.
Punktualnie o wyznaczonym czasie oddziały z odcinków „Orany” i „Wilno” przystąpiły do działań. Siły główne, poprzedzane przez grupy wywiadowców, kierowały się na Dmitrówkę, Maluki i Klepanie. Ich zadaniem było opanowanie strategicznej linii kolejowej Orany–Wilno. Cel osiągnięty został wieczorem tego samego dnia.